# ヒロ・ヤマモト
ヒロ・ヤマモト（Hiro Yamamoto、1961年4月13日 - ）は、ワシントン州・シアトル生まれのアメリカ合衆国のベーシスト。
1984年にキム・セイル、クリス・コーネルとともにサウンドガーデンを結成したオリジナル・メンバー。ヤマモトは1989年にバンドを離れ、翌年、スクリーミング・トゥリーズのドラマー、マーク・ピカレル、The Storybook Krooks のロバート・ロスとともに、インディーズ・ロック・バンド、トゥルーリーを結成した。

## サウンドガーデン
サウンドガーデン結成時にベーシストとして加入。音源は、コーネル、セイル、ドラマーのスコット・サンドキストの編成によるものがコンピレーション・アルバム『ディープ・シックス』に、コーネル、セイル、ドラマーのマット・キャメロンの編成によるものが、『スクリーミング・ライフ』、『フォップ』、『ウルトラメガ・OK』、『ラウダー・ザン・ラブ』に残されている。
1989年、履修途中だった物理化学の修士号をウェスタンワシントン大学で取得するためにバンドを脱退。最後のギグは、アムステルダムのメルクウェヒで行なわれたが、このギグの後、他のメンバーは口論となり、バンドを辞めた。その後バンドには、ジェイソン・エヴァーマンが短期間だけ加入したのち、ベン・シェパードが加入した。
コーネル、セイル、キャメロン、シェパードと共に、サウンドガーデンの楽曲づくりに関わっており、以下の楽曲に関わった。
- "Tears To Forget" (Screaming Life) ... 作曲（共作）
- "Kingdom of Come" (Fopp) ... サウンドガーデン名義
- "All Your Lies" (Ultramega OK) ... 作曲（共作）
- "665" (Ultramega OK) ... 作曲
- "667" (Ultramega OK) ... 作曲
- "Circle of Power" (Ultramega OK) ... 作詞
- "Nazi Driver" (Ultramega OK) ... 作曲
- "Power Trip" (Louder Than Love) ... 作曲
- "I Awake" (Louder Than Love) ... 作曲
- "No Wrong No Right" (Louder Than Love) ... 作曲
- "Heretic" (Loudest Love) ... 作詞

## トゥルーリー
1991年、スクリーミング・トゥリーズのドラマーだったマーク・ピカレル、ボーカルのロバート・ロスと共にスリーピースのインディーズ・バンド、トゥルーリーを結成。2枚のスタジオ・アルバムと未発表音源のコンピレーションを残し、2000年に解散した。

## ステレオ・ドンキー

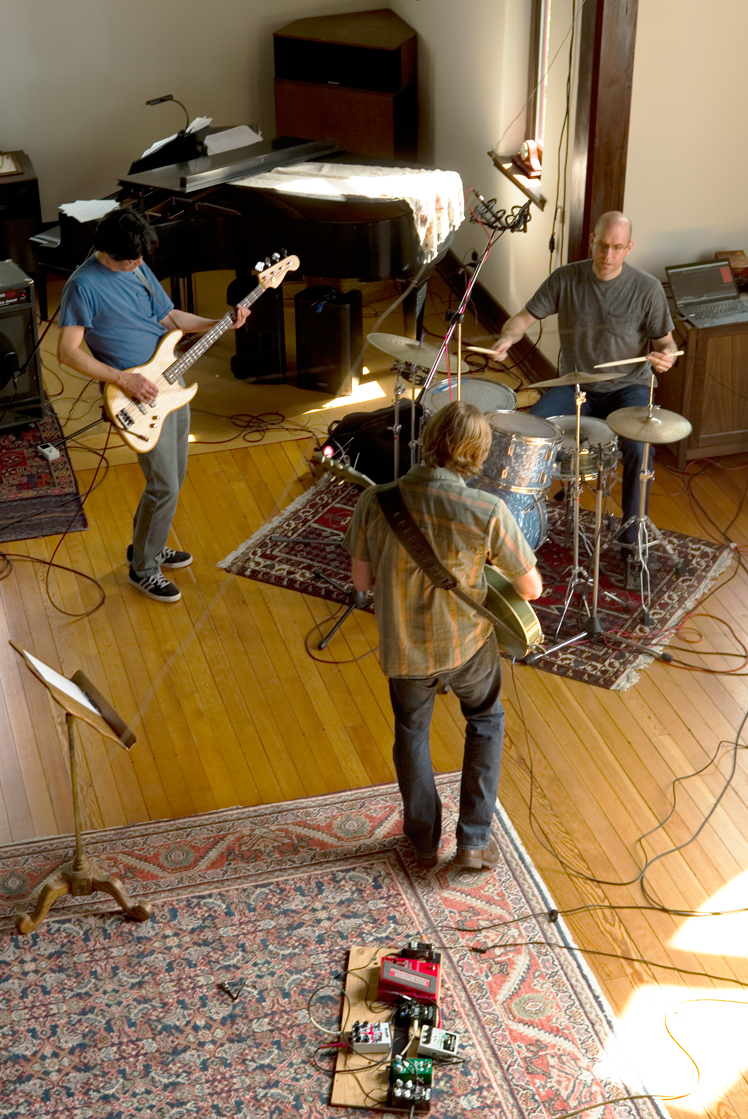
バンドの「4人目のメンバー」と称されるかつて教会だった建物でリハーサルをおこなうステレオ・ドンキー。2016年4月17日撮影。

2016年、ドラマーのマイク・バジュク 、ギタリストのパット・ウィクリンとともに、サーフ・ミュージックの影響を受けたスリーピースのバンド、ステレオ・ドンキーを結成した。
2018年11月には、6曲を収録したセルフタイトルのEPを発表したが、これはウィクリンが住んでいる、かつて教会だった建物で録音されたものであった。ウィクリンによれば、「この空間はバンドの4人目のメンバーだ」という。この録音は、サーフ・ミュージックともエキゾチカとも評されたが、いずれにせよそのルーツは「太平洋岸北西部のロックの歴史」にあるとされた。

## その他のパフォーマンス
2021年11月8日、シアトルでおこなわれたアジアの殿堂の2021年の授賞者を讃える、ロバート・チン財団の35周年を記念するイベントにおいて、ジェフ・カシワ、クリス・ノヴォセリック、エド・ロス 、ダニー・セラフィンらと共演した。

## ディスコグラフィ
サウンドガーデン
- Screaming Life
- Fopp
- Ultramega OK
- Louder Than Love
- Loudest Love

トゥルーリー
- Heart and Lungs (EP) - 1991
- Fast Stories... from Kid Coma - 1995
- Feeling You Up - 1997
- Subject to Change: Artists for a Hate-Free America - 1997 compilation
- Twilight Curtains - 2000